# Juan Manuel Moscoso y López
Juan Manuel Moscoso y López (Sevilla, ca. 1823 - Granada, 17 de noviembre de 1898) fue un abogado y político carlista español.

## Biografía
Nació en Sevilla, hijo del militar Antonio Moscoso Cordón y María Josefa López de Osuna. Entre los años 1837 y 1847 cursó en la Universidad de Sevilla instituciones filosóficas y jurisprudencia. En 1847 fundó la Academia Sevillana de Legislación y Jurisprudencia y se licenció en Derecho en julio de 1848, doctorándose poco después.
Concluida la carrera literaria, vivió algún tiempo en Cuevas (Málaga), fijando posteriormente su residencia en Granada, donde abrió un exitoso bufete de abogados.
Fue vicepresidente de la sección de Ciencias y Literatura del Liceo artístico y literario de Granada y director de la Academia de Derecho, además de presidente de la sección de Ciencias filosóficas y socio fundador del Ateneo de Granada, participando activamente en los juegos florales celebrados en Granada en 1867.
Desde 1862 desempeñó importantes cargos en el Colegio de Abogados de Granada, del que fue primero secretario de la Junta de gobierno y después tesorero, diputado sexto, diputado quinto, diputado segundo y decano por aclamación unánime en 1894.

### Militancia carlista
Siendo niño le introdujo en la doctrina tradicionalista su abuelo materno, Juan López Reina, que fue diputado por Sevilla en las Cortes de Cádiz y destacó como uno de los más acérrimos defensores del absolutismo, siendo también uno de los artífices del manifiesto de los Persas.
Tras la revolución de 1868, Juan Manuel Moscoso se afilió al partido carlista y fue vicepresidente de su Junta provincial. En 1872, iniciada la tercera guerra carlista, era presidente de la Junta Central de Andalucía para el auxilio de los carlistas en armas. Posteriormente se trasladó al Norte y ejerció de Ministro Togado del Consejo Supremo carlista. Concluida la contienda, acompañó a Don Carlos a Francia, permaneciendo algún tiempo en la emigración después de haber sido encarcelado y desterrado.
Una vez regresado a Granada, volvió a ejercer la abogacía, recuperando su posición social. Aunque buena parte de los antiguos carlistas granadinos se habían afiliado a los partidos liberales de la Restauración, Moscoso mantuvo sus ideas tradicionalistas y fue nombrado jefe regional de la Comunión Tradicionalista en las provincias de Granada, Almería, Málaga y Jaén por el jefe carlista de Sevilla Juan María Maestre, a instancias del Marqués de Cerralbo. Desempeñó este cargo desde 1894 hasta su muerte en noviembre de 1898, logrando la creación de más de trescientas juntas carlistas en la región.
Perteneció al Consejo de la Academia y Corte de Cristo fundada por el canónigo del Sacromonte José Gras y Granollers.
Según la necrología publicada por el diario El Correo Español, Juan Manuel Moscoso era un hombre muy espiritual y consultaba continuamente el libro Imitación de Cristo del agustino Tomás de Kempis. Debido a la simpatía que despertaba en Granada, asistieron a su entierro numerosas personalidades religiosas, aristocráticas, académicas y políticas de diferentes signos ideológicos.

## Descendencia
Juan Manuel Moscoso López contrajo matrimonio en primeras nupcias con María de la Consolación Velasco y Moyano, con quien tuvo por hijos a Calixto y Antonio Moscoso y Velasco. Se casó en segundas nupcias el 2 de junio de 1877 con Carmen de Vivar y Gazzino, natural de Málaga (hermana de los generales Fernando y Antonio de Vivar y Gazzino), con quien tuvo a María Josefa, Mercedes y Ángeles.
Ángeles Moscoso Vivar, natural de Granada, se casó con Manuel Rubio Méndez; tres de los hijos del matrimonio, José, Manuel y Juan Manuel Rubio Moscoso, combatirían en el Requeté durante la guerra civil española. Manuel Rubio Moscoso fue capitán y jefe del Tercio de Requetés "Isabel la Católica" de Granada durante la contienda; ascendería a general y falleció el 13 de febrero de 1968 desempeñando el cargo de gobernador militar de Cáceres. Acabada la guerra, José Rubio Moscoso se alistó en la División Azul y murió en combate junto con el resto de la unidad que mandaba el 27 de diciembre de 1941, defendiendo una posición, lo que le valió la Cruz Laureada de San Fernando a título póstumo. Juan Manuel Rubio Moscoso (1911-2019) fue ingeniero y secretario de Manuel de Falla.